# Педро де Кардона (граф де Коллесано)
Педро де Кардона (исп. Pedro de Cardona; ок. 1400 — 1450, Палермо), граф де Коллесано, маркиз де Падула, барон де Мальда и Мальданелль — государственный деятель Сицилийского и Неаполитанского королевств.

## Биография
Происходил из знатной фамилии Фольк де Кардона. Сын Антонио де Кардоны, графа Кальтабелотты, барона де Мальда и Мальданелль, вице-короля Сицилии (1416—1421), и Леонор де Вильены, дамы де ла Рейна (или Маргариты де Перальта).
Еще совсем молодым был назначен на важную должность магистра юстиции королевства Сицилии.
Сопровождал короля Альфонса V Арагонского при завоевании Неаполитанского королевства, и был одним из его главных военачальников. Участвовал в неудачной осаде Неаполя в 1438 году, и возглавлял последний штурм. Командовал одной из пяти колонн в битве при Карпеноне, руководил завоеванием Пьомбино. После взятия Неаполя, в 1444 году получил графство Голисано (ныне Коллесано) в провинции Палермо, отобранное королем у мятежника Антонио ди Вентимильи.
Был королевским камерлингом, вторым по важности при дворе после старшего майордома Гевары; в его функции входила забота о королевской персоне, его палате и столе, и юрисдикция над придворными.
Был направлен послом к Филиппу III Бургундскому, с которым Альфонс стремился заключить союз против Анжуйской династии. Филипп, в свою очередь, рассчитывал на помощь неаполитанского короля в проведении крестового похода, а потому старался расположить к себе влиятельного придворного. В мае 1451 на капитуле в Монсе Педро де Кардона был избран в число рыцарей ордена Золотого руна (в Бургундии не знали, что он умер еще в 1450 году).

## Семья
Жена: Эльвира ди Вентимилья
Сын:
- Артале де Кардона (ум. 1478), граф де Коллесано, великий канцлер королевства Сицилии. Жена (ок. 1469): Мария ди Вентимилья, баронесса ди Петтинео, дочь Антонио ди Вентимильи, 2-го маркиза ди Ираче, и Маргариты де Клермон-Лодев Орсини